# 本人確認法
本人確認法（ほんにんかくにんほう）とは、資金洗浄防止や、テロ資金対策の為に、金融機関に対して、特定取引を行う顧客の素性を公的証明書を用いて確認し、その記録を作成して保存する義務と、特定の取引を行った際に、その記録を作成して保存する義務を負わせる「金融機関等による顧客等の本人確認等に関する法律」と、その法律に、預金口座の不正利用を行った者に罰則を加える様に改正して名称を変更した「金融機関等による顧客等の本人確認等及び預金口座等の不正な利用の防止に関する法律」の通称ないしは略称である。この法律は2008年3月1日、犯罪による収益の移転防止に関する法律の全面施行に伴い廃止された。本項目では廃止時点のこの法律の内容について述べる。

## 背景
本法律の制定・改正の背景には、国際的な犯罪の防止にかかる条約の要請と、国内における詐欺犯罪の防止の要請の、両方の側面がある。

### 国際犯罪防止の要請
国際的な組織犯罪の防止に関する国際連合条約に基づき、犯罪収益の洗浄（資金洗浄、マネー・ローンダリング）を防止し、また、捜査機関による捜査の為に取引記録等を作成して保存することが求められた。これに対応して、口座開設時や多額の取引に際して、本人の確認の実施を行い、本人確認記録並びに取引記録の作成と保存を義務づける本法律の制定に至った。
また、FATFは、2001年に、テロ資金供与に関する特別勧告を行い、この中で、2006年末迄に、1,000米ドル、または、1,000ユーロ相当を越える現金の送金について本人確認を義務づける様に求めた。これに対応して、日本では10万円を超える現金を送付する際に本人確認を行うよう義務づける条文を追加し、2007年1月4日より施行された。

### 国内の詐欺事件防止の要請
一方、日本国内では、2000年代に入ってから、携帯電話や電子メールを駆使して詐取行為を行う架空請求詐欺や特殊詐欺が社会問題化し、その犯罪の中で犯人が安全に詐取した金銭を受け取る手段として架空口座を用いる例が多いことから、他人になりすましての口座開設、また、他人に譲渡する目的で口座を開設したり、口座を授受する行為に罰則を設ける条文を追加し、平成16年12月30日より施行した。

## 概要
この法律は、金融機関の取引の際に顧客の素性を特定し、仮名取引や、なりすましによる取引で、犯罪収益を資金洗浄することや、犯罪者が資金を獲得する事を防止することを目的とする。また、架空請求詐欺や特殊詐欺に用いられる架空口座の作成や、口座の譲渡を防止し、架空口座が詐欺に供されることを防ぐことを目的とする。本人確認手続きの履行とその記録の保存ならびに多額の取引の記録作成と保存を金融機関に義務づけて、捜査に資する資料の確保を図る。
金融機関と顧客との間で行われる特定の取引については、公的な証明書を用いて本人確認を行い、本人確認を行った記録と、取引の記録を作成して保存する様に求める。

### 本人確認が必要な取引
以下は、本人確認が必要となる取引の一部である。
- 金融機関と新規取引を開始する時（口座開設、信託取引締結、保険契約締結等）
- 現金、持参人払式小切手（小切手法（昭和八年法第五十七号）第五条第一項第三号に掲げる持参人払式として振り出された小切手又は同条第二項若しくは第三項の規定により持参人払式小切手とみなされる小切手をいう。以下同じ。）、自己宛小切手（同法第六条第三項の規定により自己宛に振り出された小切手をいう。以下同じ。）、旅行小切手又は無記名の公社債（所得税法（昭和四十年法律第三十三号）第二条第一項第九号に掲げる公社債をいう。）の本券若しくは利札の受払いをする取引であって、当該取引の金額が二百万円（現金の受払いをする取引で為替取引又は自己宛小切手の振出しを伴うものにあっては、十万円）を超えるもの（持参人払式小切手及び自己宛小切手にあっては、小切手法第三十七条第一項に規定する線引がないものに限る。）
- 10万円を超える現金の送金・振込（預金口座にある預金の送金・振込については前項のとおり）

### 本人確認
前述の取引を行う際には、公的な証明書を用いて本人確認を行う。但し、一度本人確認を行った顧客については、所定の条件を満たせば、本人確認済みの顧客と認められる。この場合には公的な証明書を用いた確認を省略できる。

#### 本人確認方法（個人）
最初の本人確認、主に口座を開設する際や信託取引の締結、保険契約の締結時には、公的な証明書を用いて、氏名・住所・生年月日を確認する必要がある。公的な証明書としては、住民基本台帳カード、健康保険証、運転免許証、年金手帳、旅券、外国人登録証明書、が利用される。また、キャッシュカード等取引関連書類を送付する際には住民票の写しも住所の確認に用いられる。

#### 本人確認方法（法人）
担当者の本人確認に加えて、法人の実体の確認の為に、登記事項証明書が必要となる。法人の名称と、本社所在地か主たる事業所の所在地を確認する。

#### 本人確認済みの顧客
一度公的な証明書で本人確認を行った後は、以下の条件
- 窓口取引で職員が面識のある顧客である
- 預金通帳等、本人であることを示す物の提示・送付をうけた取引である
- パスワード等、本人しか知り得ない事実が申告された

のいずれかを満たす場合には、公的な証明書を用いた再度の本人確認の必要のない本人確認済みの顧客であると認められる。尚、なりすましの危険が認められる等、取引に不審な点があると金融機関が認めた場合には、再度公的な証明書を用いて本人確認を行う必要がある。

### 記録
本人確認を行った場合、また、本人確認が義務づけられている取引を行った場合には、その記録を作成して取引のあった日から7年間保存することが義務づけられている。これにより、犯罪が発生した場合の資金の流れや関与した人物の捜査に資する。

### 免責
本人確認が義務づけられている取引を行う場合、あるいは、取引で金融機関が本人確認の必要を認めた場合、顧客が本人確認の求めに応じない間は、金融機関は契約に基づく取引の履行を免れる。

## 沿革
- 平成15年1月6日より「金融機関等による顧客等の本人確認等に関する法律（本人確認法）」（平成14年法律第32号）施行。

- 平成16年12月30日より名称を「金融機関等による顧客等の本人確認等及び預金口座等の不正な利用の防止に関する法律」に変更して施行。他人になりすまして口座を開設する行為や、他に譲渡する目的で口座を開設したり、口座を譲り渡したり譲り受ける等の行為に罰則を設ける（第16条の2）。

- 平成18年9月22日に施行令及び施行規則の一部改正が公布され、平成19年1月4日から施行。10万円を超える現金送金等に本人確認が義務づけられた。

- 平成20年3月1日、犯罪による収益の移転防止に関する法律の全面施行に伴い廃止。

## 問題点
学費等の納入
大学の入学金などは10万円を超えることがある。現金振込みに制限を設けた2007年の春には、入学金や学費の払い込みに身分証等が必要である旨の注意書きが金融機関窓口やATMに掲示され、所定期日までの納入に差しさわりが無いように呼びかけた。
預金詐取への対応
過誤払いにかかる預金詐取で、金融機関を相手取った損害賠償請求の訴訟の中で、多額の預金の払い戻しに際して本法律を適用して本人確認を行う義務があるかどうかが争われた。
預金を詐取された被害者である原告は、多額の払い戻しに際して本人確認が行われなかったことを指摘し、本法律に基づいた本人確認を行っていれば斯様な詐取は未然に防げた筈だとして、金融機関が本人確認の義務の履践を怠った預金払戻の手続きに瑕疵があったと主張した。それゆえ、当該払戻は民法第478条の免責事由に当たらず無効であり、預金を回復すべきとした。しかし、本法律ならびに施行令で本人確認を要する取引として挙げられているものの中に預金の払い戻しが含まれていない事、そもそも本法律は犯罪者によるマネー・ロンダリングの防止を目的として制定された物で、預金の詐取の防止を目的としていない事から、本法律は適用すべきではなく、当該払戻しの手続きに瑕疵は無いので有効であるとの判断がなされた。（平成15(ワ)1943 預金返還等請求事件 平成16年10月1日 京都地方裁判所判決（PDF））
架空請求詐欺等への援用
いわゆる架空請求詐欺では、本法律を根拠に個人情報の提供を強いたり、個人情報を特定している旨の威圧が行われることがある。
個人情報取得
主に、被害者から業者に電話をかけた際に、業者が顧客確認を名目として更なる個人情報収集目的のために、本法律で義務づけられていると主張して氏名・住所・生年月日、また、それに留まらず勤務先・勤務先の住所や電話番号・家族構成・その氏名や生年月日等を申告する様に要求することがある。しかし、本法律は専ら金融機関に対する義務を述べているに過ぎず、本法律を根拠とした個人情報申告や提供の義務はない。